# Volcán Corcovado
Volcán Corcovado o Puntudo del tipo estratovolcán, de 2300 m s. n. m., localizado al sur de Chile, dominando el paisaje del golfo de Corcovado, a unos 25 km al sur de la desembocadura del río Yelcho y a unos 50 km al norte de la desembocadura del río Tic Toc. Se encuentra cirscuncrito administrativamente a la Región de Los Lagos, Provincia de Palena, Comuna de Chaitén. Su ubicación geográfica es latitud 43º11`Sur y longitud 72º47`W.
La caprichosa silueta de la cúspide ganchuda del Corcovado, correspondiente a una pared sobreviviente de su antiguo cono colapsado, es muy característica y suele estar presente en material turístico que promueve a la zona como destino vacacional.
El volcán es de difícil acceso. Sus faldas N y E se encuentran rodeadas por seis pequeños lagos, conformando un escenario de gran belleza paisajística. El conjunto se encuentra inserto en el Parque nacional Corcovado, de 209.623 ha.
El material de su base corresponde a flujos de lava del Holoceno. Existen registros históricos de erupciones del siglo XIX y anteriores, pero no resultan del todo confiables, pues corresponden a observaciones hechas desde Chiloé, a cientos de km, que podrían haber confundido la actividad del Corcovado con la de los cercanos Volcán Michinmahuida, o Volcán Chaitén.
Sin ir más lejos, Charles Darwin, en 1834, recogió testimonios en la lejana Ancud (a 180 km) que hablaban de que las erupciones del Corcovado eran famosas por: "las grandes masas (de material volcánico) que proyecta hacia arriba, y que vistas estallar en el aire, asumen muchas formas fantásticas, tales como árboles". El naturalista tomó nota, asombrado, calculando que la columna de material expelida debía ser enorme, si era posible de ver con tanto detalle a semejante distancia. 
El último periodo de actividad observado fue en 1834, culminando con un flujo de lava en noviembre de 1835.